# アルトゥール・ヴェロカイ
アルトゥール・コルテス・ヴェロカイ (Arthur Cortes Verocai、1945年6月17日 - ) は、ブラジルの作曲家、編曲家、ギタリスト。

## 経歴
アルトゥール・ヴェロカイは6歳からボサノヴァを演奏し始め、ホベルト・メネスカルなどに音楽を師事した。土木工学を学ぶ傍らで1960 年代から作曲・編曲活動を開始。1966年にブラジルの歌手レニー・アンドラーデのアルバム『We Are There』の『Olhando o Mar』を作曲し、注目を集めた。
1969年からは音楽家としての活動に専念し、ジョルジ・ベンジョール、ガル・コスタ、エリス・レジーナ、イヴァン・リンス、マルコス・ヴァーリ、クアルテート・エン・シーなどの作品の編曲を手掛けた。
1972年に、自身の名前を冠したデビューアルバム『Arthur Verocai』をリリース。ボサノヴァやサンバといったブラジル固有の音楽に加え、ジャズ、クラシック、ファンクやロックなど様々なジャンルの音楽の影響を受けたアルバムであった。
アルトゥール・ヴェロカイ本人は自分自身を「ボサノヴァの子ども」と表現しており 、アントニオ・カルロス・ジョビンやレニー・アンドラーデなどの作曲家・歌手の作品の影響が収録曲『Velho Parente』や『Que Mapa』に表れている。  
アルバムは当時のブラジルでは商業的には成功せず、その後CM音楽や広告のジングルのアレンジャー等として活動するようになり、2002年のアルバム『Saudade Demais』まで30年間アルバムはリリースすることはなかった。2003年にアメリカのレーベル「Luv N' Haight」が『Arthur Verocai』をリイシューし、この音源をリトル・ブラザーやMF DOOM、リュダクリスなどアメリカのヒップホップミュージシャンが彼の楽曲をサンプリングで使用。1972年のアルバムが再発見され、カルト的人気を博するようになった。オリジナルのヴァイナルレコードは、当時2,000ポンド近くで取引された。  
2008年に『Encore』をリリース。2009年には30人のオーケストラとともにロサンゼルスで単独ライブを開催し、ライブの音源が翌年にライブアルバム『Timeless』としてリリースされた。2016年にはリオデジャネイロパラリンピックの閉会式の音楽を担当しているほか、アルバム『No Voo do Urubu』をリリース。同アルバムはローリング・ストーン・ブラジル誌で『2016年のブラジル音楽のアルバム』8位に選ばれている。

## ディスコグラフィー

### スタジオアルバム
| 題名            | 詳細                                                                 |
| --------------- | -------------------------------------------------------------------- |
| Arthur Verocai  | - リリース: 1972年 - レーベル: コンチネンタル                        |
| Saudade Demais  | - リリース: 2002年 - レーベル: インディーズリリース                  |
| Encore          | - リリース: 2007年10月15日 - レーベル:ファーアウト・レコーディングス |
| No Voo do Urubu | - リリース: 2016年 - レーベル: Selo SESC SP                          |

### ライブアルバム
| 題名     | 詳細                                                               |
| -------- | ------------------------------------------------------------------ |
| Timeless | - リリース: 2010年3月30日 - 録音: 2009年3月15日 - レーベル: モチラ |

### 参加作品
- ハイエイタス・カイヨーテ – 『Get Sun』（オーストラリア、2021 年）アレンジャー[20]
- Flor – 『Sapiens』（ブラジル、2021年）
- BadBadNotGood –『Talk Memory』（カナダ、2021 年）アレンジャー[21]
- 学園アイドルマスター/篠澤広（CV. 川村玲奈） - 『光景』（日本、2024年）管弦楽器アレンジャー[22]